# Голий король
Голий Король — мініальбом українського гурту Бумбокс, представлений 22 серпня 2017 року. Перед виходом безпосередньо платівки гурт представив 2 сингли: 7 березня 2017 року гурт випустив сингл «Колишня» і музичне відео до нього, а 1 серпня 2017 року — титульний сингл «Голий Король» та дві версії музичного відео до цієї композиції. Закрита презентація мініальбому відбулась 31 травня 2017 року, на яку були запрошені лише журналісти та друзі гурту. Посів 2 місце у рейтингу «10 найкращих мініальбомів 2017 в Україні» за версією інтернет-видання LiRoom і  3 місце серед мініальбомів у рейтингу «Кращі українські альбоми 2017 року» за версією Comma.

## Список композицій
| #     | Назва                        | Тривалість |
| ----- | ---------------------------- | ---------- |
| 1.    | «Голий король»               | 4:51       |
| 2.    | «Сталеві квіти»              | 5:41       |
| 3.    | «Болєльщик»                  | 4:14       |
| 4.    | «Колишня»                    | 4:41       |
| 5.    | «Вечір в Ріо» (із O.Torvald) | 4:40       |
| 6.    | «Люди» (акустична версія)    | 4:28       |
| 33:26 |                              |            |